# Atelopus pastuso
Espèce
Atelopus pastuso est une espèce d'amphibiens de la famille des Bufonidae.

## Répartition
Cette espèce se rencontre entre 2 800 et 3 900 m d'altitude dans la cordillère des Andes :
- dans le département de Nariño en Colombie ;
- dans la province d'Imbabura en Équateur.

## Description
Les mâles mesurent de 26,1 à 38,9 mm et les femelles de 29,6 à 50,7 mm.

## Étymologie
Cette espèce est nommée en l'honneur des Pastos.

## Publication originale
- Coloma, Duellman, Almendáriz, Ron, Terán-Valdez, Guaysamin, 2010 : Five new (extinct?) species of Atelopus (Anura: Bufonidae) from Andean Colombia, Ecuador, and Peru. Zootaxa, no 2574, p. 1–54.